# Monacos Grand Prix 1956
Monacos Grand Prix 1956 var det andra av åtta lopp ingående i formel 1-VM 1956.  

## Resultat
- 1 Stirling Moss, Maserati, 8 poäng
- 2 Peter Collins, Ferrari[1], 3
- = Juan Manuel Fangio, Ferrari[1], 3+1
- 3 Jean Behra, Maserati, 4
- 4 Juan Manuel Fangio, Ferrari[2], 0
- = Eugenio Castellotti, Ferrari[2], 1½
- 5 Hermano da Silva Ramos, Gordini, 2
- 6 Élie Bayol, Gordini[3]
- = André Pilette, Gordini[3]
- 7 Cesare Perdisa, Maserati
- 8 Horace Gould, Gould's Garage (Maserati)

### Förare som bröt loppet
- Robert Manzon, Gordini (varv 90, olycka)
- Louis Rosier, Ecurie Rosier (Maserati) (72, motor)
- Eugenio Castellotti, Ferrari[4] (14, koppling)
- Maurice Trintignant, Vanwall (13, överhettning)
- Harry Schell, Vanwall (2, olycka)
- Luigi Musso, Ferrari (2, olycka)

### Förare som ej startade
- Mike Hawthorn, BRM (motor)
- Tony Brooks, BRM (motor)
- Louis Chiron, Scuderia Centro Sud (Maserati) (motor)

### Förare som ej kvalificerade sig
- Giorgio Scarlatti, Giorgio Scarlatti (Ferrari)